# Tramlijn 14 (Haaglanden)
Tramlijn 14 van de HTM is een voormalige tramlijn in Den Haag en Scheveningen in Haaglanden. In 1943 en 1944 werd een gedeelte van het traject ook bereden met lijnnummer 14A.

## Geschiedenis

### 1909-1910

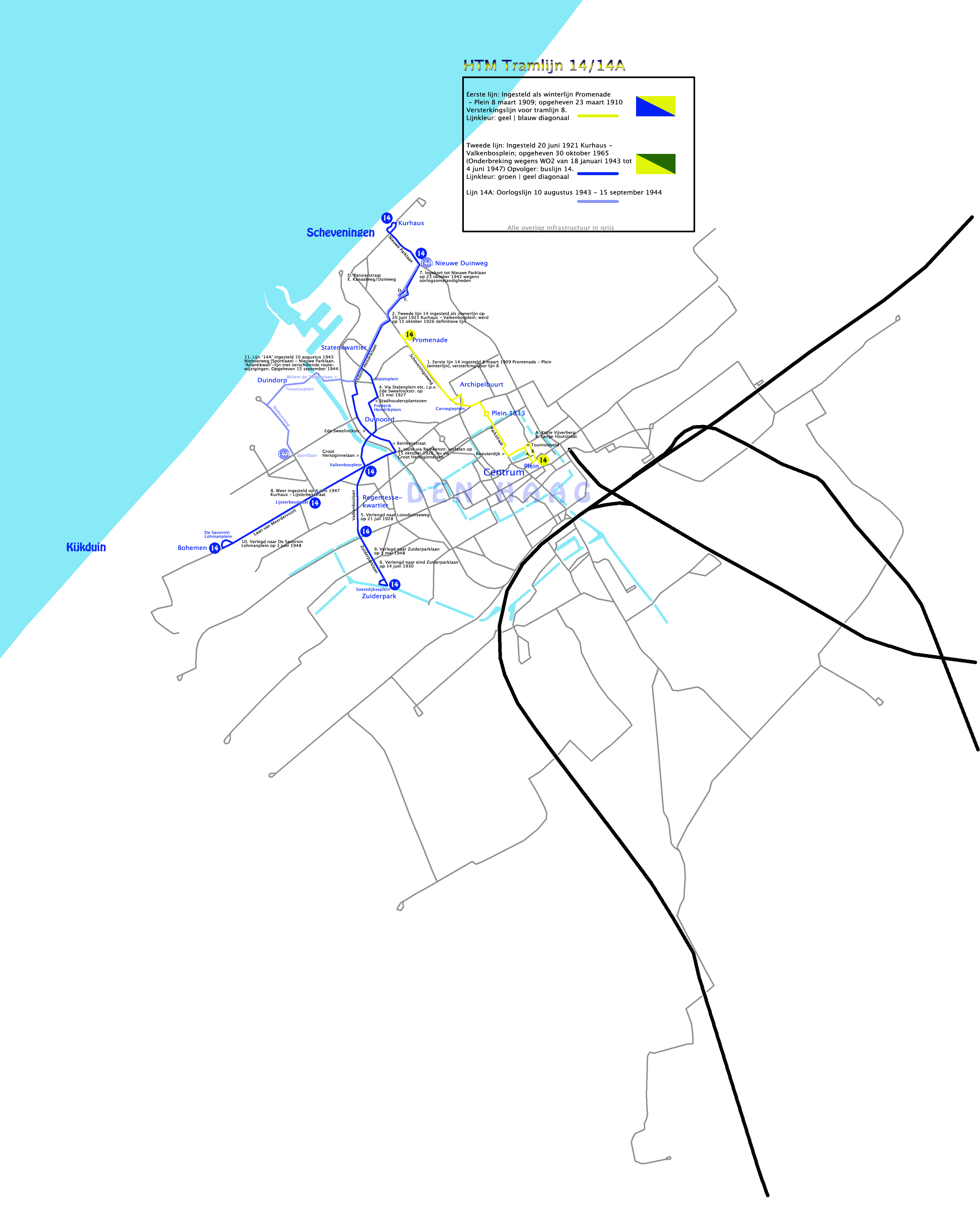
Kaart van de routes van lijn 14 door de jaren heen.

- 8 maart 1909: Lijn 14 werd ingesteld op het traject Promenade (Scheveningseweg / Stadhouderslaan) – Plein. Het was een niet-geconcessioneerde lijn, die niet was opgenomen in het Tramplan-1904. De lijn had ook geen voorganger in een van de voormalige paardentramlijnen. Het was een winterlijn, bedoeld als versterking van lijn 8. De lijnkleuren waren blauw\geel.(andersom diagonaal)[1]
- 23 maart 1910: Lijn 14 werd opgeheven.

### 1921-1942
- 20 juni 1921: De tweede lijn 14 werd ingesteld als zomerlijn op het traject Kurhaus / Gevers Deynootplein – Valkenbosplein.
- 15 oktober 1926: Lijn 14 werd omgezet in een volwaardige lijn. De lijnkleuren waren geel\groen. Ook lijn 14A had deze kleuren.[1]
- 21 juli 1928: Lijn 14 werd verlengd; het eindpunt Valkenbosplein werd verlegd naar de Valkenboslaan bij de Loosduinsekade. Het traject Weimarstraat - Loosduinsekade werd overgenomen van lijn 5, die op 3 april 1928 al verder was doorgetrokken naar het zuidwesten van Den Haag.
- 14 juli 1930: Lijn 14 werd verlengd; het nieuwe eindpunt werd de Zuiderparklaan bij het Soestdijkseplein. Anderhalf jaar later werd daar een keerlus aangelegd.
- 23 oktober 1942: Het traject in Scheveningen werd ingekort. Het eindpunt kwam te liggen op Nieuwe Duinweg / Nieuwe Parklaan.

### 1943-1965
- 18 januari 1943: Lijn 14 werd opgeheven in verband met de aanleg van de Atlantikwall. Het trajectgedeelte Groot Hertoginnelaan - Zuiderparklaan werd overgenomen door lijn 1.
- Vanaf 10 augustus 1943 werden diverse trajecten aan de Scheveningse kant van de Atlantikwall bereden met lijnnummer 14A.
- 15 september 1944: Lijn 14A werd opgeheven.
- 17 juni 1946: Lijn 14 werd weer ingesteld op het traject Kurhaus – Frankenslag, in eerste instantie als concertlijn.
- 22 juni 1946: Het eindpunt Frankenslag werd verlegd naar de keerlus Lijsterbesstraat.
- 4 juni 1947: Lijn 14 werd weer een volwaardige lijn.
- 1 mei 1948: Gedurende één maand bereed lijn 14 het trajectgedeelte Valkenbosplein - Zuiderparklaan. Dit traject werd overgenomen van lijn 1.
- 1 juni 1948: Het eindpunt werd verlegd naar het De Savornin Lohmanplein. Het trajectgedeelte Valkenbosplein - Zuiderparklaan werd overgenomen door lijn 15.
- 30 oktober 1965: Tramlijn 14 werd opgeheven in het kader van het plan Lehner. Het traject werd overgenomen door de op de volgende dag ingestelde buslijn 14. Deze werd in 2007 vernummerd in 21. Sindsdien is het nummer 14 niet meer in gebruik in het openbaar vervoer in wat tot 2015 Haaglanden heette.

In 1967 werd aan het begin van de kanaalweg en bij de badkapel een keerdriehoek aangelegd, op de voormalige lijn 14 dus. Hier keerden de trams van lijn 8, later 1, en bij de badkapel lijn 9 als dat nodig was.  Pas bij de aanpassingen voor de nieuwe trams na 2015 zijn deze keerpunten verdwenen.
Uniek was het  enkelspoor op het smalle deel van de Kanaalweg en in de krappe Pansierstraat.